# Cletocamptus kummleri
Cletocamptus kummleri är en kräftdjursart som först beskrevs av Delachaux.  Cletocamptus kummleri ingår i släktet Cletocamptus och familjen Cletodidae. Inga underarter finns listade i Catalogue of Life.